# Посвячений (мафія)
Посвячений (англ. made man або італ. uomo d'onore, людина честі) — повний член злочинної сім'ї в американські мафії. Щоб стати посвяченим, співучасник мусить мати італійське походження та підтримку від іншого посвяченого. Потенційний кандидат також змушений прийняти омерту, кодекс мовчання мафії. Після церемонії посвячення, співучасник стає «посвяченим» і отримує звання солдата. Щоб рухатись вверх по ієрархії мафії, гангстери мусять бути посвяченими; таким чином солдат може стати капореджиме, консильєрі, заступником боса і босом.
Серед інших усталених назв для членів мафії виділяють такі як людина честі (італ. uomo d'onore), поважна людина (італ. uomo di rispetto), похрещений, один з нас, наш друг, славний хлопець, розумник. Щоправда, останні два терміни також застосовуються до співучасників, які не є повноцінними членами мафії, але тісно співпрацюють з нею. Термін «кнопочник» (англ. button man, той що тисне на кнопки для мафії, тобто вбивця) також вважають синонімом слова «посвячений».
Термін Солдат (італ. Soldato) також вважається синомімом, оскільки щоб стати солдатом співучасник має бути спочатку посвячений. Термін, який означає, що сім'я готова приймати нових членів звучить як «Книги — відкриті», а якщо організація не хоче приймати нових членів, то «Книги — закриті». На Сицилії посвячених називаються «людиною честі» (італ. uomo d'onore). В ЗМІ та масовій культурі прижився термін «мафіозі», однак він не використовується в колах американської та сицилійської мафії.

## Характеристика
Традиційно в американській мафії для того, щоб стати посвяченим, вимагалося бути чоловіком повного сицилійського походження. Пізніше дозволялось походження повного італійського походження, а ще згодом достатньо було лише італійського походження по лінії батька. З 1957 по 1975 рік «книги були закриті». Наприклад, відомому співучаснику сім'ї Луккезе Генрі Гіллу, зображеному у фільмі «Славні хлопці», не вдавалось стати посвяченим, незважаючи на вдалу кар'єру в мафії та сицилійське коріння по матері, оскільки його батько був ірландцем. За словами Сальваторе Вітале, заступника боса сім'ї Бонанно, а згодом і урядового інформатора, під час Комісії 2000 року було прийнято рішення про відновлення правила про повне італійське походження кандидата в посвячені. Серед прикладів посвячених, які мали напівіталійське походження є син гангстера Джона Готті Джон А. Готті, чия бабуся по маминій лінії була росіянкою, а також Френк Салемме, з сім'ї Патріарка, чия матір була ірландського походження. В деяких випадках співучасникам вдавалось приховати своє не італійське походження, щоб стати посвяченим. Так, Томас Ендрю Делджорно, який був італо-польського походження, зумів приховати своє польське коріння по лінії матері та був посвячений до Філадельфійської злочинної сім'ї.
Співучасник злочинної сім'ї, який працював в поліції або вчився в поліцейській академії зазвичай не може стати посвяченим до мафії. Наприклад, член банди Демео Генрі Бореллі так і не став повноцінним членом сім'ї Гамбіно, оскільки на початку 1970-х років він складав вступний іспит до департаменту поліції Нью-Йорка. Заступник боса сім'ї Бонанно Сальваторе Вітале був посвяченим лише тому, що його шурину та майбутньому босу Джозефу Массіно вдалось приховати історію про попередню роботу Вітале тюремним наглядачем. Єдиним винятком цьому правилу був солдат Філадельфійської злочинної сім'ї Рон Превіте, який працював колись поліцейським. На додаток, є приклад, коли двоє корумпованих поліцейських Нью-Йорка Луїс Епполіто та Стівен Каракаппа виконували завдання для сім'ї Луккезе на рівні солдата, але вони так і не були посвячені в мафіозі.
Деяких інших чоловіків також не приймали до складу мафії через їхню невідповідність. Наприклад, «Божевільний Сем» Дестефано мав психічний розлад та насолоджувався тортурами і вбивствами. Чиказька злочинна сім'я закривала очі на ці речі через його здатність заробляти гроші, однак так і не прийняла його до своїх лав як повноцінного члена, побоюючись, що його химерна поведінка приверне забагато уваги громадськості.
Перед тим як стати членом сім'ї потенційний посвячений часто мусить виконати вбивство на замовлення. Традиційно, це правило було запроваджене, щоб кандидат міг довести свою лояльність; воно також демонструє чи кандидат не працює під прикриттям. Також, попередні вбивства, які були вчинені з особистих причин «не рахуються». Виконавши вбивство на замовлення, бандит заробляє «кнопку» (англ. to earn a "button"), стаючи «кнопочником» (англ. button man).

## Церемонія посвячення
Щоб стати посвяченим, співучасника має спочатку підтримати інший посвячений. Як сказано в книзі Пістоне «The Way of the Wiseguy» та «Donnie Brasco: Unfinished Business», віднедавна співучасника мають підтримати двоє посвячених, одного з яких він має знати щонайменше 10-15 років. Посвячений ручається за надійність та здібності кандидата. Хоча капо чи інші старші члени визначатимуть надійність майбутнього члена, в кінцевому підсумку рішення лежить на босі сім'ї, до якої він буде залучений.
Коли злочинна сім'я «відкриває книги» (приймає нових членів), співучасник отримує дзвінок, щоб той готувався і збирався. Після цього його забирають до кімнати, де відбудеться церемонія. Кандидат приймає присягу омерти, кодекс мовчання мафії. Хоча церемонія відрізняється від сім'ї до сім'ї, вона зазвичай передбачає укол пальця кандидата, з якого потім капає кров на картину із зображенням святого Франциска Ассізького або Діви Марії, яку в свою чергу підпалюють у руці і яка горить до тих пір, поки кандидат не складе присягу на вірність своїй новій «сім'ї»: «Як спалить цього святого, так спалить мою душу. Я ввійду живим і мені доведеться вийти мертвим».

## Переваги
Після церемонії посвячення співучасник стає посвяченим та отримує звання солдата в ієрархії мафії. Разом з цим він отримує свої обов'язки та переваги. Посвячений отримує також повний захист та прикриття від сім'ї до тих пір, поки він заробляє достатньо грошей, відсоток з яких передається вверх по ієрархії. Посвяченого традиційно вважають недоторканим іншими бандитами, його поважають та бояться. Піднімати руку, не кажучи вже про вбивство, на посвяченого з будь-якої причини без дозволу керівництва сім'ї заборонено та карається смертю, незалежно від того, чи були на те законні підстави. Наприклад Томмі Десімоне, співучасник сім'ї Луккезе був вбитий сім'єю Гамбіно через те, що раніше він вбив їхнього посвяченого Вільяма Бентвену (цю історію зобразили у фільмі «Славні хлопці»). Є й інша сторона медалі — посвячений може бути вбитий, проте лише з дозволу керівництва мафії.